# Tuncay Mataracı
Tuncay Mataracı (ur. 2 lutego 1935 w Rize, zm. 17 grudnia 2020) – turecki polityk, minister ceł i monopoli w latach 1978-1979, w rządzie Ecevita.

## Życiorys

### Wczesne życie
Tuncay Mataracı urodził się 2 lutego 1935 roku w Rize (Turcja), jego ojcem był Mehmet Tevfik Mataracı. Uczęszczał w swoim rodzinnym mieście do szkoły podstawowej, a po ukończeniu szkoły średniej w Trabzon, Mataracı zaczął studiować prawo na uniwersytecie. Jednak po niedługim czasie przerwał naukę. Studiował później w cywilnym inżynieryjnym college'u i uzyskał certyfikat technika budowlanego.
Mataracı pełnił funkcję managera Village Public Works Services (usługi robót publicznych) w prowincji Rize, później został prezesem Tea Planters' Cooperation, a później szefem Dyrekcji Edukacji Wychowania Fizycznego.

### Kariera polityczna
Zajął się polityką i reprezentował Partię Sprawiedliwość z Rize w wyborach w 1977 r. Przy formowaniu rządu przez Bülenta Ecevita, 5 stycznia 1978 roku został mianowany ministrem ceł i monopoli w 42. tureckim rządzie.
Odpowiedzialny również za monopol państwowy na handel herbatą w Turcji, a będąc biegłym w obróbce herbaty z racji jego byłego zatrudnienia, Mataracı zmienił zasady kompletacji liści herbaty, które rygorystycznie egzekwowano. Pozwolono na zrywanie liści herbaty tylko przy użyciu rąk, aby osiągnąć dobrej jakości produkt. Jednak ręczne zbieranie nie pozwalało osiągnąć rozsądnego zysku plantatorom herbaty w Rize ze względu na wysokie koszty pracy. Mataracı zniósł zakaz na zbieranie liści herbaty przez narzędzia, co zostało bardzo pozytywnie przyjęte w jego rodzinnym mieście.
12 listopada 1979 roku Rada Ministrów rozwiązała się, Mataracı zakończył karierę ministra.

### Skazanie
27 kwietnia 1981 roku, Rada Bezpieczeństwa Narodowego (tur. Milli Güvenlik Kurulu, MGK), junta wojskowa, która przeprowadziła 12 września 1980 roku wojskowy zamach stanu, postawiła Tuncaya Mataracıego przed Sądem Najwyższym (tur. Yüce Divan). Proces rozpoczął się 15 czerwca 1981 roku; Mataracı został oskarżony o korupcję i nadużycie władzy podczas swojej kadencji jako minister rządu, był wśród 22 współoskarżonych. Wśród nich znaleźli się również minister robót publicznych, Şerafettin Elçi i gangster, Abuzer Ugurlu. 16 marca 1982 roku Sąd Najwyższy skazał Mataracıego na 36 lat pozbawienia wolności, grzywnę w wysokości 787 386 166 tureckich lir, zakaz pełnienia funkcji publicznych i cofnięcie prawa jazdy na okres sześciu lat. Ze współoskarżonych, tylko Şerafettin Elçi został uniewinniony, podczas gdy wszyscy inni zostali skazani na różne kary pozbawienia wolności, od dziesięciu miesięcy do sześciu lat. Kara Mataracıego była najcięższą wśród ministrów rządu w Turcji.
Mataracı został uwięziony w więzieniu w Kayseri. Na podstawie prawa nr 4616 na uchwalonego w 1991 roku, został zwolniony z więzienia. Wysoka kwota grzywny, której nie zapłacił na początku, rozpłynęła się w powietrzu, ponieważ gdy uregulował karę w 1993 roku, straciła wartość ze względu na wysoką stopę inflacji.